# アキュラ・TLX
TLX（ティーエルエックス）は、本田技研工業が生産し、アキュラブランドで販売するセダン型の乗用車である。TLおよびTSXの統合後継車種。

## 初代 UB1/2/3/4型（2014-2020年）
2014年の北米国際オートショーにてTLXプロトタイプを発表。量産モデルは2014年4月に開催されたニューヨークオートショーで発表され、同年8月よりアメリカでの販売を開始した。生産はオハイオ州メアリーズビルで行われている。
開発テーマは「レッドカーペットアスリート」で、スポーツセダンとしての性能とラグジュアリーセダンとしての洗練さを融合したユニークなデザインを目指している。ボディサイズはTSXとTLの中間に位置する。ホイールベースはTLと同じであるが、前後のオーバーハングを短縮し、全長はTLよりも9.3cm短くなり、よりスポーティとなっている。全高は0.2in、全幅は1in減り前面面積が小さくなることで、CdA値はTLよりも15%向上している。室内容量は先代TLの98.2cu ftから93.3cu ftになったものの、タンデムディスタンスは先代同等を維持している。
デザインではダイナミックに造形されたフェンダーアーチやキャラクターライン、フードデザインによりスポーティさを演出。アキュラのアイコンであるジュエルアイLEDヘッドライトを標準装備する。インテリアではセンターコンソールには8インチの上部のインフォメーションスクリーンと下部の7インチのOn Demand Multi-Use Display（ODMD）を持つ。
グレードは大きく以下の3つに分けられ、さらにオプションでテクノロジーパッケージを用意、V6モデルではさらにアドバンスパッケージが選択できる。
- 2.4L直4エンジン＋8速DCT＋P-AWS
- 3.5LV6エンジン＋9速AT＋P-AWS
- 3.5LV6エンジン＋9速AT＋SH-AWD

### メカニズム
ボディはねじり剛性はTLより21%向上。ボディの52%を高張力鋼板とし、ドア開口部のワンピーススティフナーリング（2014年型MDXも同様）やボディの5%にはアルセロール・ミッタルのAl-Siめっきのホットスタンプボロン鋼USIBORを採用する。前後バンパービームやサブフレーム、フードにはアルミニウム合金を使用、さらにマグネシウムハンガービームを採用する。フロントサブフレームは2013年型アコードに続いて摩擦撹拌接合（FSW）を応用したアルミ合金とスチールのハイブリッドフレームを採用する。前後サブフレームとも先代より室内に伝わる振動ノイズの大幅低減を図った。リアホイールアーチ部ではアウターパネルとインナーパネルの接合にロールヘミング加工を採用、スポット溶接部をなくしスムーズな外観になり、タイヤとフェンダー隙間も減ることで空力も向上した。
タイヤは225mm幅と先代の245mmからナロー化し、走行抵抗を低減した。ダンパーにはサスペンションには最近のホンダ/アキュラ車でよく使用される振幅感応型ダンパーを採用する。パーキングブレーキは全モデル電子式となる。
FFモデルにはRLXに次いで後輪のトー角を左右独立制御するP-AWS（Precision All-Wheel Steer）を搭載する。P-AWS、SH-AWDモデルともにVSAを利用しコーナリング中のパフォーマンスを向上させるアクティブブレーキ機能であるAHA（Agile Handling Assist）を搭載する。ボッシュの6ピストンブレーキモジュレータを採用し、VSAのアクティブブレーキ制御をより高速化している。ドライビングモードを切り替えるIDS（Integrated Dynamics System）を標準搭載、MIDのメニューよりECON、Normal、Sport、Sport+の4つを選択できる。

#### 2.4L 直4 8速DCT
2.4L i-VTEC 直噴エンジンは、206hp（153kW）/6,800rpm、182lb.-ft.（246N⋅m）/4,500rpmを発生、2013年型北米アコードに搭載されたエンジンと比べ、ガソリンがハイオク仕様となることもあり、圧縮比が11.1から11.6となり出力が向上している。トランスミッションは新開発の8速DCTで、世界で初めてトルクコンバーターを組み合わせる。トルコンを採用することでデュアルクラッチの発進時のギクシャク感が減り、さらにDCT単独と比較し60フィート加速で1.4秒速くなった。5速AT比較で1速をローレシオ、8速をハイレシオ化し、スポーティな走りと低燃費を実現、15%の動力性能向上と、8%の燃費向上を果たしている。デュアルクラッチは湿式油圧式のシングル構造で、同軸上に並べず奇数クラッチと偶数クラッチを別軸に配置、クラッチと繋がるインナーシャフトと、ギア段選択のシフト機構を配したアウターシャフトによる2重管構造をとることで全長、重量ともに従来の5速AT並に抑えている。クラッチは小径化することで、慣性を低減し素早い変速を可能にしている。クラッチにはツイントーションダンパーを採用し、低慣性によるロックアップクラッチ締結時の回転変動、歯打ち音を低減している。シフト機構はMT構造をベースにリニアソレノイドを用いた油圧サーボピストンにて行う。

#### 3.5L V6 9速AT
3.5L直噴エンジンは、MDX同様290hp（216kW）/6,200rpm、267lb.-ft.（362N⋅m）/4,500rpmを発生。SH-AWD搭載車では新たにアイドリングストップに対応した。組み合わされる9速ATはZF社の9HP遊星歯車式ATを採用する。ギアセレクターは電子スイッチ式となる。

#### SH-AWD
SH-AWDは新型となり、従来の電磁クラッチ式から油圧式とすることでシステム重量を25%軽量化した。1つの電動モーターがペアの油圧ポンプを駆動、ECUがリニアソレノイドバルブをコントロールし、左右のクラッチパックを制御するシステムとなっている。動力性能でもリアのオーバードライブは従来の常時1.7%から2.7%に増加、よりトルクベクタリングの効果を高めた。通常クルージング時は従来は70:30の前後動力配分を90:10としている。

### オプション
オプションパッケージとしてテクノロジーパッケージとV6モデルのみにアドバンスパッケージが用意される。
テクノロジーパッケージは3Dビュー搭載アキュラナビゲーションや10スピーカーAcura/ELS Stuioプレミアムオーディオシステム、次世代アキュラリンクなどを装備。安全装備ではFCW（フォワード・コリジョン・ウォーニング）、LKAS（レーンキープアシストシステム）、LDW（レーン・デパーチャー・ウォーニング）、BSI（ブラインドスポットインフォメーション）、リアクロストラフィックモニター（Rear Cross Traffic Monitor)などが付く。リアクロストラフィックモニターはアキュラ初搭載でリア左右に搭載されるBSIセンサーを利用し、バック走行時に左右から接近する車両を通知する機能。5km以下で有効に働く。
アドバンスパッケージはRDM（Road Departure Mitigation System、路外逸脱抑制機能）をアキュラ初搭載。フロントガラス上部の単眼カメラを使用して、車線やキャッツアイなどのオブジェクトを探索、車線を逸脱していると判断した場合警告音とMIDへの情報表示を行い、場合によってはLKASを使用したハンドルアシストやVSAによるブレーキ操作を行い、車線逸脱の抑制を行う。リモートエンジンスタート機能もアキュラ初搭載。さらに低速速追従機能付きACC（アダプティブクルーズコントロール）、CMBS（追突被害軽減ブレーキ）＋Eプリテンショナー、フロントリアパーキングセンサーや、LEDフォグライト、LEDパドルライトなどが用意される。

## 第2世代 UB5/6/7型 (2021年-)
2019年に発表されたType Sコンセプトのデザインをベースに、2020年5月28日にデジタル発売された2代目TLXは、8月28日に生産を開始し、9月28日に販売を開始した。
Aスペックの272hp（203kW, 276PS）と280lb･ft（380N⋅m, 39kg⋅m）の2.0L直4エンジンから強化されたタイプSが設定され、こちらは355hp（265kW, 360PS）と354lb･ft（480N⋅m, 49kg⋅m）を発揮する新しいターボチャージャー付き3.0L DOHC V6エンジンを搭載している。2023年2月現在、生産が終了したRLXの直接的な後継車種が存在しないため、TLXはILXとインテグラの上位にあるフラッグシップセダンとなっている。TLXの4気筒モデルの型式番号は前輪駆動がUB5、SH-AWDモデルがUB6であり、タイプSがUB7である。
独自の新しいプラットフォームを採用している。鍛造アルミニウム製ロアコントロールアームを持つフロントダブルウィッシュボーンサスペンションを採用し、鋳造アルミニウム製ダンパータワーとアルミニウム製サブフレームに取り付けられている。フロントサスペンションの剛性を高めるため、鋼管製のストラットバーがフロントダンパータワーを連結し、さらに2本のバーが各タワーをカウルに三角形に連結している。さらに、フロントサブフレームのロアタイバーも装備している。フロントフェンダーをアルミ製とし、AGMバッテリーを後方に移動させることで重量配分を改善し、軽量化も図っている。
ボディ構造の質量の64％は高張力鋼板とアルミニウムで構成され、1,500MPa鋼は10.1％を占めている。さらにボディ剛性を高めるため、980MPa級鋼で縦方向に補強された大型のセンタートンネルを採用。リアバルクヘッドの鋼板一体成形により、従来は固定式であったリアシート無しでボディ剛性を向上させ、折りたたみ式トランクスルーを可能にした。AWD車にはリアサスペンションの剛性を高めるためにアンダーボディの三角ブレースを追加している。
油圧ブレーキに代わり、2代目アキュラNSXと同様の電動サーボ・ブレーキ・バイ・ワイヤシステムを採用し、Type Sにはブレンボ製4ピストンフロントブレーキキャリパーが採用されている。
アダプティブダンパー、10.5インチHUD（ヘッドアップディスプレイ）、パナソニック製ELS Studio 17スピーカーオーディオシステム（天井埋め込み型4スピーカー）、オープンポアウッド、3代目RDXに導入された4ウェイランバー調整機能付16ウェイパワーフルグレインレザーフロントシートなどを新たにオプション設定した。

### タイプS
前述のとおり、2代目TLXにはタイプSが設定された。これによりタイプSは10年以上の期間を経て復活を果たした。ツインスクロールターボチャージャー1基と直噴機構を備えた全く新しいDOHC 3.0L V6エンジンを搭載し、355hp（265 kW; 360 PS）と354 lb⋅ft（480 N⋅m、49 kg⋅m）を発生させる。Type Sは全車にSH-AWDを搭載し、トルクの70％を後輪に、そのうち最大で100％を左右それぞれの後輪へ伝達することができる。
ボディ剛性は標準のTLXより13％高く、フロントスプリングレート、フロントとリアのアンチロールバーも標準モデルより高剛性化されている。10速オートマチックトランスミッションも標準のTLXより改良され、シフトダウンが40％、シフトアップが30％高速化された。ブレーキ性能は、ブレンボ製4ピストンフロントブレーキを採用し向上させている他、選択したドライブモードに応じてエキゾーストノートの音を変化させることができるアクティブエキゾーストシステムが搭載されている。
カー・アンド・ドライバー誌がバージニア国際レースウェイのグランドウェストコースで行ったライトニングラップテストで、TLXタイプSは3分6秒7のラップタイムを記録した。これはジェネシス・G70 3.3Tよりコンマ6秒速く、キャデラック・CT4-Vのタイムとコンマ5秒差であった。
アキュラは2023年モデルに、NSXの組み立てとチューニングを専門に行うホンダ・パフォーマンス・マニュファクチャリング・センターでチューニングした限定生産（300台）のTLX Type S PMC Editionを発表した。PMCの変更点は、NSXをイメージした20インチホイールやカーボンファイバー製の内外装トリムなどである。

### 安全性
前方斜め衝突時の乗員安全性を向上させるためにオートリブ社と共同開発した助手席3室エアバッグを標準装備し、ACE構造を改良している。「キャッチャーミット（catcher's mitt）」として販売されている新型エアバッグは、斜め衝突時に乗員の頭部を「キャッチ」するように設計されており、衝突時に膨張していないサイドパネルが乗員の頭部を膨張したチャンバーの方向に誘導し、「キャッチャーミット」の役割を果たす。衝突力をより効果的に分散させるために780MPa鋼でできた2つのトンネルキャップをダッシュ下部から出し、フロントシート後方に終点を設けて衝突荷重を足元の区画から遠ざけている。
2021年モデルはIIHSの「Top Safety Pick＋」に選ばれ、同機関の6つの衝突安全性テストすべてにおいて良好な評価を獲得し、NHTSAの総合安全評価も5つ星となった。 2021年モデルはアダプティブクルーズコントロール、自動緊急ブレーキ、車線維持支援といった安全装備を標準装備している。2021年モデルの新機能はトラフィックジャムアシストで、ドライバーからのアクセルやブレーキの入力の必要なく発進から停止まで車を制御し運転者を支援する。

## モータースポーツ
アキュラモータースポーツグループによって、市販販売モデルである「TLX SH-AWD」に搭載されている直噴V6エンジンを基にツインターボ化したレースカー仕様「TLX-GT」が開発された。TLX-GTは2014年の北米国際自動車ショーで発表され、ピレリ・ワールド・チャレンジの競技用として承認されたシャシーや空力性能の高いパーツに改良を加えられている。